# Abd-Al·lah ibn Ubayy
Abd-Al·lah ibn Ubayy ibn Salul —àrab: عبد الله بن أبي بن سلول, ʿAbd Allāh b. Ubayy b. Salūl— o, senzillament, Abd-Al·lah ibn Ubayy, fou el cap dels Sàlim o Ba-l-Hubla del clan Awf dels Khàzraj, a Medina abans de l'Hègira.
Es va convertir a l'islam vers el 620, però mai no fou un autèntic devot. No va seguir les ordres de Mahoma i la tradició islàmica l'ha considerat cap dels hipòcrites, (al-munafiqun), és a dir aquells medinesos que més o menys encobertament s'oposaren a Mahoma.
Va morir el 631. Els seus fills sí que foren musulmans devots.